# EN1
EN1 (англ. Engrailed homeobox 1) – білок, який кодується однойменним геном, розташованим у людей на короткому плечі 2-ї хромосоми.  Довжина поліпептидного ланцюга білка становить 392 амінокислот, а молекулярна маса — 40 115.
| 10         |  | 20         |  | 30         |  | 40         |  | 50         |
| ---------- |  | ---------- |  | ---------- |  | ---------- |  | ---------- |
| MEEQQPEPKS |  | QRDSALGAAA |  | AATPGGLSLS |  | LSPGASGSSG |  | SGSDGDSVPV |
| SPQPAPPSPP |  | AAPCLPPLAH |  | HPHLPPHPPP |  | PPPQHLAAPA |  | HQPQPAAQLH |
| RTTNFFIDNI |  | LRPDFGCKKE |  | QPPPQLLVAA |  | AARGGAGGGG |  | RVERDRGQTA |
| AGRDPVHPLG |  | TRAPGAASLL |  | CAPDANCGPP |  | DGSQPAAAGA |  | GASKAGNPAA |
| AAAAAAAAVA |  | AAAAAAAAKP |  | SDTGGGGSGG |  | GAGSPGAQGT |  | KYPEHGNPAI |
| LLMGSANGGP |  | VVKTDSQQPL |  | VWPAWVYCTR |  | YSDRPSSGPR |  | TRKLKKKKNE |
| KEDKRPRTAF |  | TAEQLQRLKA |  | EFQANRYITE |  | QRRQTLAQEL |  | SLNESQIKIW |
| FQNKRAKIKK |  | ATGIKNGLAL |  | HLMAQGLYNH |  | STTTVQDKDE |  | SE         |

A: Аланін

C: Цистеїн

D: Аспарагінова кислота

E: Глутамінова кислота

F: Фенілаланін

G: Гліцин

H: Гістидин

I: Ізолейцин

K: Лізин

L: Лейцин

M: Метіонін

N: Аспарагін

P: Пролін

Q: Глутамін

R: Аргінін

S: Серин

T: Треонін

V: Валін

W: Триптофан

Кодований геном білок за функцією належить до білків розвитку. 
Білок має сайт для зв'язування з ДНК. 
Локалізований у ядрі.